# Giulio Chiarugi
Giulio Chiarugi (Castelletto di Chiusdino, 28 gennaio 1859 – Firenze, 17 marzo 1944) è stato un anatomista e politico italiano.

## Biografia
Figlio di Pietro ed Elisa del Puglia, dopo aver frequentato i primi quattro anni della facoltà di medicina a Siena, si trasferì a Torino, presso la cui università si laureò nel 1882. Tornato a Siena, entrò a far parte dell'Istituto di anatomia della locale università diretto da Guglielmo Romiti, e nel 1888 ne divenne direttore. Nel 1890 si trasferì all'Istituto di Anatomia umana di Firenze, dove rimase ininterrottamente anche dopo il pensionamento (nel 1934). Fu preside della facoltà di medicina e chirurgia per 32 anni, dall'anno accademico 1891-1892 al 1923-1924, e in seguito, ma solo per un anno, primo rettore dell'Università degli Studi di Firenze. Negli anni dal 1900 fino al pensionamento si dedicò anche all'insegnamento di anatomia pittorica presso l'Accademia di belle arti di Firenze.
Eletto al Parlamento italiano nelle file radicali nel 1900 nel collegio di Siena, fu poi consigliere comunale di Firenze e infine sindaco della città, nel biennio 1909-1910, sostenuto dal blocco democratico-socialista.

## Opera
Chiarugi, allievo di Guglielmo Romiti, nell'Italia post unitaria che ricercava una propria identità anche culturale, fu uno dei più importanti maestri di anatomia ed embriologia e sottolineò l'importanza di queste discipline nella formazione medica.
Fondò due riviste:
- Monitore zoologico italiano nel 1890
- Archivio italiano di Anatomia e di Embriologia, organo della Società italiana di anatomia nel 1902

È ricordato ancora oggi per due importanti trattati:
- Istituzioni di Anatomia dell'Uomo.
- Trattato di Embriologia.

### Istituzioni di Anatomia dell'Uomo
La prima edizione di questo trattato uscì nel 1904 in tre volumi e quattro tomi edita dalla Società Editrice Libraria di Milano:

Vol. I: Introduzione, anatomia generale. Embriogenia. Anatomia sistematica: apparecchio tegumentario, apparecchio scheletrico, apparecchio muscolare

Vol. II tomo 1: Anatomia sistematica: apparecchio intestinale, apparecchio respiratorio, derivati branchiali, apparecchio urogenitale, apparecchio surrenale, membrane e cavità seriose

Vol. II tomo 2: Anatomia sistematica: apparecchio vascolare

Vol. III: Anatomia sistematica: apparecchio nervoso, organi e apparecchi di senso

In seguito il trattato divenne definitivamente di cinque volumi,con sette tomi:

Vol. I / 1: Introduzione, anatomia generale. Embriogenia.

Vol. I / 2: Anatomia sistematica: Cute. Osteologia e Artrologia

Vol. II /1: Anatomia sistematica: Miologia

Vol. II /2: Anatomia sistematica: Angiologia

Vol. III: Anatomia sistematica: Splancnologia

Vol. IV: Anatomia sistematica: Sistema Nervoso Centrale

Vol. V: Anatomia sistematica: Sistema Nervoso Periferico. Organi ed Apparecchi di senso. Bibliografia.

L'opera, completa e dettagliata, ma per prosa e struttura più votata all'approfondimento che alla didattica, è stato il primo moderno trattato di anatomia dell'Italia post-unitaria. Vi sono trattate, infatti, oltre all'anatomia descrittiva classica, tutte quelle nozioni di istologia e di embriologia necessarie per il migliore inquadramento morfologico-funzionale dell'anatomia. Il trattato ebbe largo successo ed è stato per decenni il testo italiano di riferimento per l'Anatomia, come testimoniano anche le sue numerose edizioni, sei delle quali curate dallo stesso Chiarugi. La VII (1948), l'VIII (1954) e la IX (1960) furono invece curate ed ampliate da Giuseppe Levi. Dalla X edizione (1969) in poi, il trattato è stato completamente rivisto e aggiornato da Luigi Bucciante per l'editore Vallardi. 
Il trattato viene ancora utilizzato per la consultazione e l'approfondimento, mentre per lo studio dell'Anatomia gli vengono preferiti testi più agili e didattici. È uscita nel (2017) la XII edizione , curata da più revisori, per conto dell'editore "Piccin -Nuova Libraria" di Padova.

### Trattato di embriologia
Il Trattato di embriologia con particolare riguardo alla storia dello sviluppo dei mammiferi e dell'uomo venne pubblicato nel periodo 1929-1944 dalla Società Editrice Libraria di Milano. Si tratta di un'opera illustrata in quattro volumi:
Vol. 1: Gli elementi della riproduzione sessuale e la fecondazione 

Vol. 2: La formazione dell'embrione 

Vol. 3: Gli annessi embrionali 

Vol. 4: Lo sviluppo degli organi e dei tessuti e l'accrescimento.
I materiali preparatori e le bozze di stampa del Trattato sono conservati presso l'archivio della biblioteca del Museo Galileo, all'interno del più ampio  Fondo Archivistico Giulio Chiarugi, che raccoglie anche un ampio carteggio e numerosi documenti personali che ne attestano la formazione e l'attività professionale. Al fondo si affianca la biblioteca di Giulio Chiarugi e del figlio Alberto, botanico, donata al museo, al pari delle carte, dal nipote Giulio.

## Riconoscimenti
Giulio Chiarugi fu socio di numerose accademie in Italia e all'estero, fra cui l'Accademia Nazionale dei Lincei, nella quale fu accolto nel 1892, e l'Accademia Nazionale delle Scienze detta dei XL, nel 1926.
Nel 1936 l'Accademia d'Italia gli conferì il "premio Mussolini" per le scienze.
- Nel biennio 1909-1910 fu sindaco di Firenze.